# Urbinói dóm
A Santa Maria Assunta-templom a fő római katolikus istentiszteleti hely Urbinóban és az Urbino-Urbania-Sant'Angelo in Vado érsekség székesegyháza. Méretében hasonló maradt az előző reneszánsz katedrálishoz, amelyet az 1789-es földrengés súlyosan megrongált, majd neoklasszikus ízlés szerint felújították (egyes részeit a semmiből építették újjá). Hosszúsága 64,5 m, szélessége 36,8 m, magassága 50 m. 1950 novemberében XII. Piusz pápa basilica minor rangra emelte.

## Története

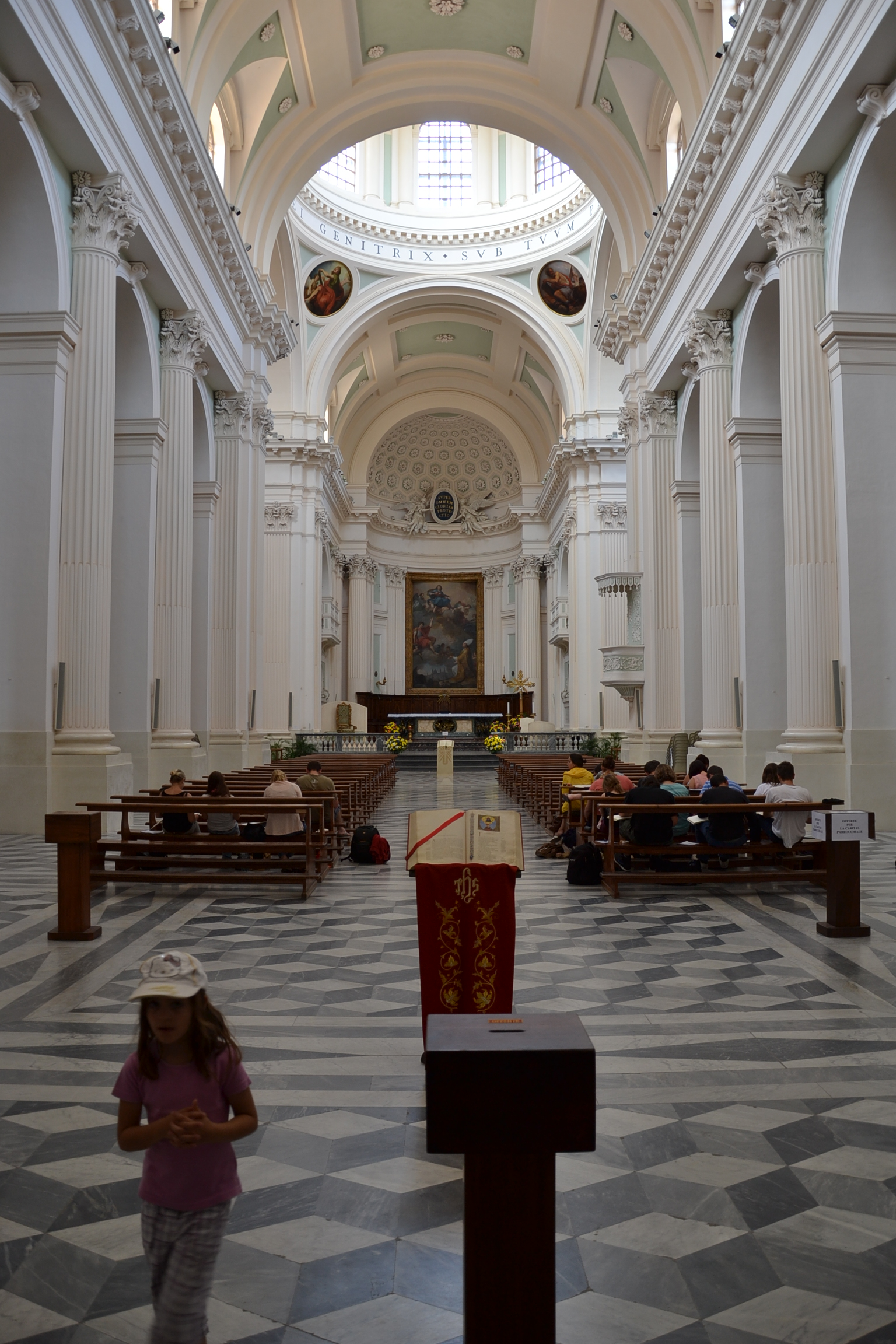
A templombelső

1021-ben alapították, azon a helyen, ahol az előző Santa Maria del Castello-templom állt, amikor a püspöki széket áthelyezték e falak közé az eredeti San Sergio-katedrálisból. Az új katedrális alaprajza 90°-kal (észak–déli tengely) lett elforgatva az eredetihez képest, mérete pedig jóval kisebb volt, főhomlokzata a mai Piazza Duca Federico felé néz.
Federico da Montefeltro herceg kérésére az 1580-as évek táján megkezdődtek a nagyobb és a mai kelet–nyugati tájolású (Vittore Carpaccio: A lovag portréján látható) székesegyház újjáépítése. Az épületet nagyon egyszerű és józan tervek alapján emelték: háromhajós bazilikaként, fehér oszlopokon, a sienai Francesco di Giorgio Martininak tulajdonított terv szerint, aki abban az időben a herceg saját építésze volt. A munkálatok lassan folytak, s az 1630-as évek felé felszentelték az új katedrálist, de még kupola nélkül, amely a 17. század elején épült meg Muzio Oddi urbinói építész terve alapján (aki azonban nem tudta a munkálatokat elkenőrizni). A homlokzat Martini eredeti terveihez képest hiányos maradt: majd módosítva az óratorony tetején lévő installációval és a köztéri harangokkal (olyan elemek, amelyek statikai problémákat okoznak az építményen), amelyeket egy hosszú kötéllel szólaltattak meg a városházára néző ablakból.
Ez az egyedülálló reneszánsz mű azonban elpusztult az 1781. június 3-i és 1789. január 12-i földrengések következtében, amelyek a homlokzat károsodását és a kupola összeomlását okozták. Ez a két csapás arra kényszerítette Urbino lakosságát, hogy beavatkozzon katedrálisuk ügyében, és a homlokzat megépítését Camillo Morigia építészre bízták, az általa 1784-ben Domenico Monti érsek megbízásából készített tervek szerint, az egész templom felújítását pedig Giuseppe Valadier római építész irányításával 1801-ben fejezték be.
Az épületet 2020. november 28-án nyitották meg újra istentiszteletre és látogatásra, négy évig tartó renoválás után, amely a 2016. október 30-i földrengés által okozott hátsó homlokzat és kupola sérüléseinek helyreállítására vált szükségessé.

## Leírása

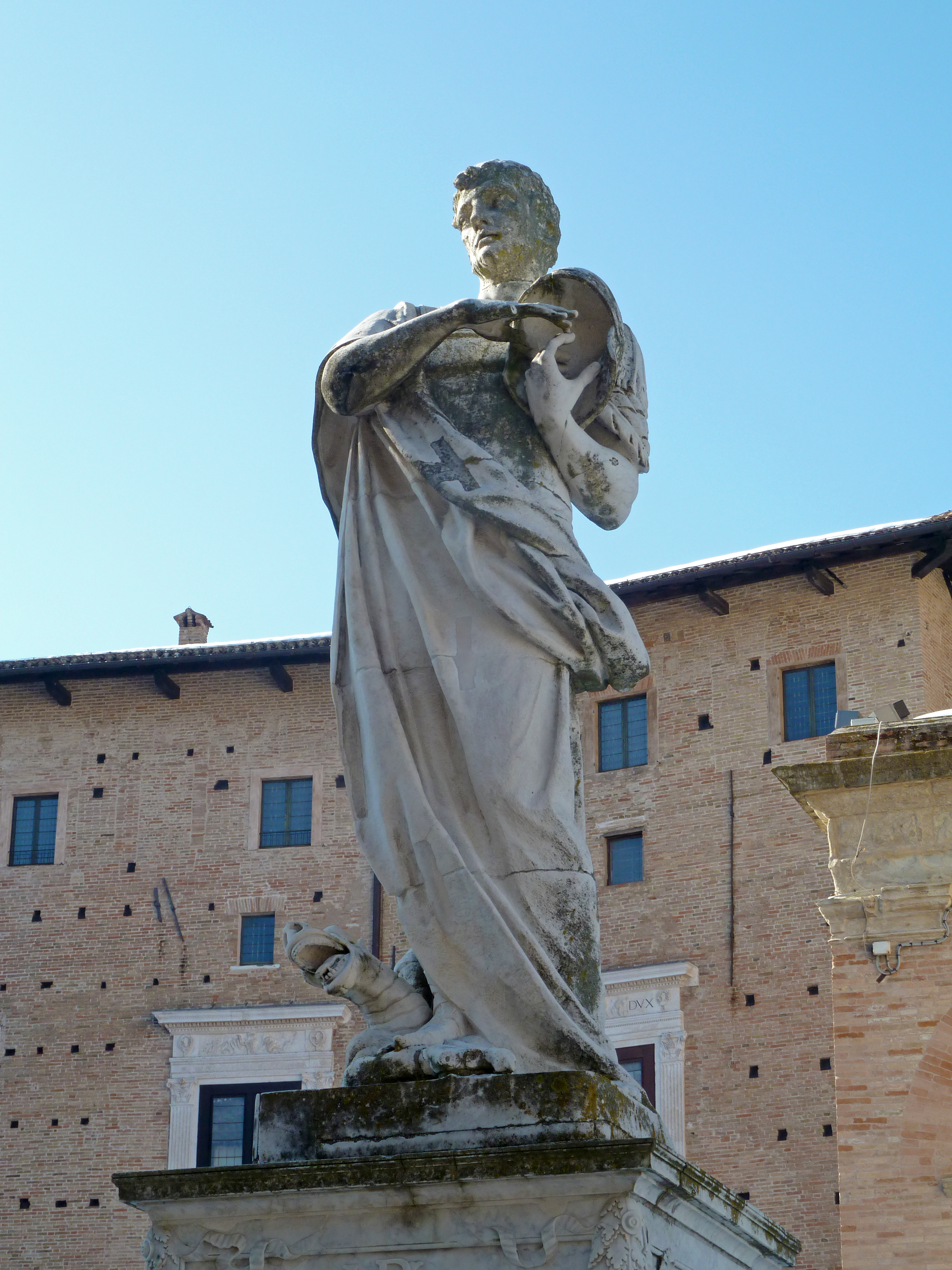
Szent Crescentino, Urbino védőszentjének szobra, a székesegyház lépcsőjétől balra

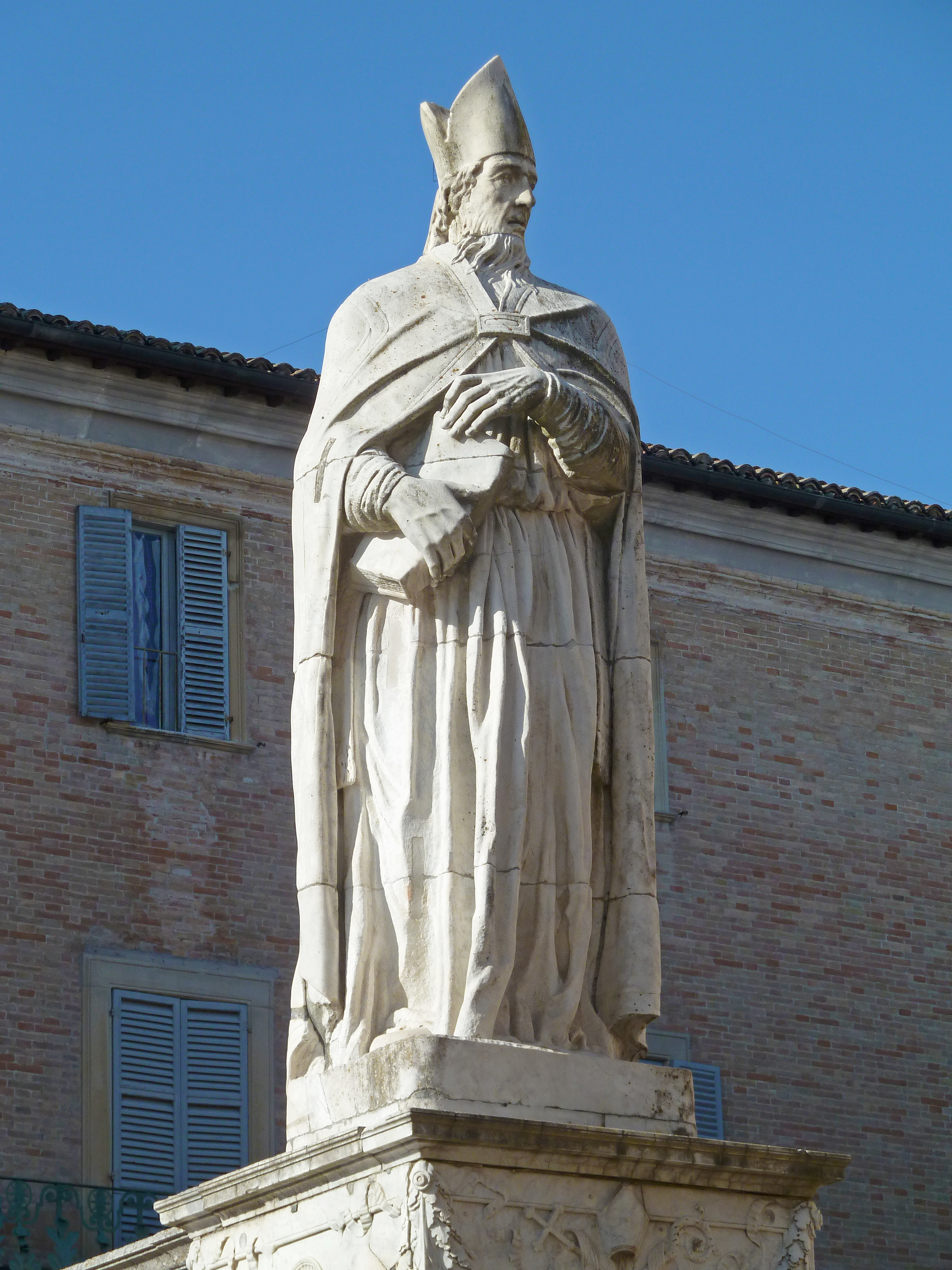
Boldog Mainardo, Urbino társvédőszentjének szobra, a katedrális lépcsőjétől jobbra

### Külső kinézete
A homlokzat furlói kőből készült, és öt szobor díszíti a teológiai erényeket (Hit, Remény és Szeretet) az oromfalon, míg a két lejtőn Szent Ágoston (balra) és Aranyszájú Szent János (jobbra) ábrázolva. A homlokzat pilléreit elegáns, kompozit stílusú abakuszok zárják le. A frízen, az oromfal alatt a „STUDIORUM UNIVERSITATI FASTIGIUM” felirat olvasható, köszönetképpen az Egyetemnek, amiért finanszírozta a tető építési munkálatait. A katedrális előtti lépcsőket jelenlegi formájukban 1859-ben rendezték el, Alessandro Angeloni érsek terve alapján; Elegáns korlát végén balra Szent Crescentino, a város védőszentjének szobra, jobbra Boldog Mainardo, Urbino társpatrónus püspökének szobra látható.

### Belső kinézete
A kifinomult belső tér, Valadier munkája, a neoklasszikus stílus ékes példája: latin kereszt formájú, három fehér hajóval, amelyet dongaboltozat fed, a kereszthajó metszéspontjában egy fenséges kazettás kupola koronázza meg. A stukkó alkotások Antonio Trentanove (angyalszobrok a felső részeken) és Francesco Antonio Rondelli (rózsaablakok, sarokkövek és angyalszobrok a kereszthajó bal oltárán) művészek alkotásai.

#### Jobb oldali hajó
- Első oltár: a 17. századból származó, aranyozott faszobor (bronz jobb lábbal), amely Szent Pétert ábrázolja a székben, a vatikáni bazilikában őrzött eredeti másolata
- Második oltár: Claudio Ridolfi oltárképét őrzi, amely a Loretói Szent Ház másolatát Szent Andrással ábrázolja (1730-as évek)
- Harmadik oltár: ott van Federico Barocci: Szent Sebestyén vértanúsága (1558). A vászon egy részét (a megrendelő fiának portréjával az alsó margón) 1982-ben ismeretlenek eltávolították, azután 2017-ben megtalálták, majd restaurálva visszahelyezték. A festmény a reneszánsz katedrálisban az azonos nevű szent kápolnájához készült, a képet megrendelő Bonaventura család védnöksége alatt. Az egyik első olyan alkotás, amelyen Barocci stílusa egyértelműen megjelenik.[7]
- Negyedik oltár: Szent Cecíliának ad otthont Szent János evangélista, Mária Magdolna, Szent Pál és Alexandriai Szent Katalin (1556–1561) között, Barocci egyik első alkotása, amelyet Raffaello Sanzio földijének bolognai remeke ihletett.
- Ötödik oltár: itt látható Ludovico Viviani oltárképe, amely a keresztre feszített Krisztust ábrázolja Idősebbb Jakab apostol és Szent Márton között (17. század első húsz éve)

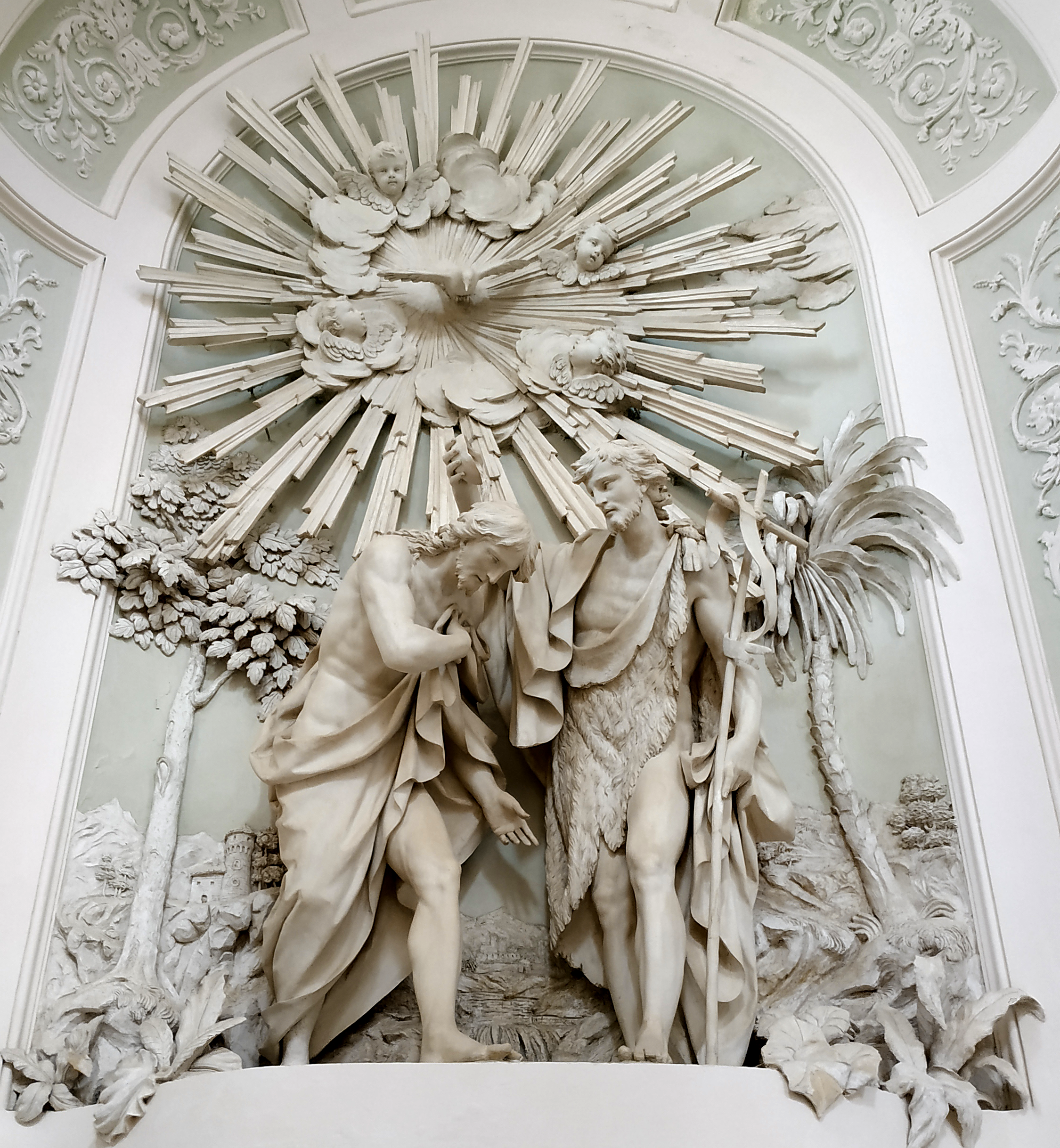
Antonio Trentanove szoborcsoportja Krisztus megkeresztelését ábrázolja, amely a keresztelőkutat díszíti

#### Bal oldali hajó
- Első oltár: ott van a keresztelőkút, fölötte Antonio Trentanove tizennyolcadik századi stukkószoborcsoportja díszíti, amely Krisztus megkeresztelését ábrázolja; korábban a hátsó homlokzaton kapott helyet, majd a 19. század közepén ideköltözött.
- Második oltár: ott őrzik a Mária-látogatását Erzsébetnél (16. század vége), Antonio Viviani művét, amelyet a Rómában a Chiesa Nuovában őrzött Federico Barocci eredeti ihletett.
- Harmadik oltár: ott van Ifj. Iacopo Palma (1548–1628) A Heraclius császár viszi a keresztet című alkotása (1619). Egy városi szerzetes közösség bízta meg vele a művészt, aki fiatalkorában gyakran járt Urbinóban. A vásznon a háttértájban a völgyoldali Santa Chiara-kolostor ábrázolása látható,[8] ami fontos ikonográfiai dokumentum a reneszánsz építészet eredeti megjelenésének megértéséhez.
- Negyedik oltár: látható Claudio Ridolfi oltárképe, amely Borromeo Szent Károlyt Szűz Mária és a Gyermek előtt térdelve ábrázolja (1730-as évek)
- Ötödik oltár: itt őrzik Raffaello Motta da Reggio Angyali üdvözletének oltárképét (1550).

#### Kereszthajó
- Jobb oldali oltár: egy fülkében őrzik San Crescentino védőszent körmeneti szobrát, amelyet a 19. század elején készített Francesco Antonio Rondelli papírmaséból. A fülkét csak a védőszent napja (június 1.) alkalmából leplezik le, az év hátralévő részében Ludovico Viviani vászna fedi, amely a Madonnát ábrázolja a Gyermekkel, Szent Girolamo, Szent Özséb és Assisi Szent Klára (17. század első fele)
- Bal oldali oltár: a Kegyelem Madonnáját és a Szent Szűzet Gyermekével ábrázoló, Pompeo Batoninak tulajdonított vászonnal. A festményt két Rondelli-angyal támogatja. Ennek az oltárnak az oldalain, bal oldalon a XI. Kelemen pápa márványszobra, Francesco Moratti alkotása látható, amelyet 1847 körül helyeztek el a város megrendelésére, amely eredetileg a Dózsepalota trónterme egyik fülkéjében állt. Az oltártól jobbra a Raffaellónak szentelt mű (1847) áll, Carlo Finelli alkotása, amelyet Curzio Corboli Aquilini urbinói nemes rendelt meg.

#### Óramű
A kereszthajó jobb oldalán, az orgona közelében és a harangtorony oldalán látható, mivel ez a számlap eredetileg a rajta elhelyezett közösségi óra szerkezetéhez csatlakozik. Ez a számlap négy mutatóból áll, amelyek a perceket – másodperceket, órákat, a hónap napjait és a hét napjait – jelzik.

#### Orgona és kórus
A kereszthajóban található, a kápolnák bejárata felett, a presbitérium oldalán. Az évszázadok során a székesegyházat különféle orgonákkal szerelték fel: a jelenlegi a Girotto cég 1979-es munkája, új szélkamrák rekonstrukciója távkonzolos elektromechanikus rendszerrel, valamint a két korábbi hangszer hangzóelemeinek teljes újrahasznosítása, ill. Gaetano Callido (1801 - op. 384) és Luigi Giudici (1892) munkája.

#### Kupola
A kupola csíkjain a tondók az evangélistákkal a 18. század végi római iskola művészeinek alkotásai, mint például Domenico Corvi (Szent Máté), Giuseppe Cades (Szent Márk), Antonio Cavallucci (Szent János)) és Pietro Tedeschi (Szent Lukács) a stukkók a rozetták mellett Rondelli munkája.

#### Presbitérium
Itt található az apszisban található oltárkép, Cristoforo Unterperger alkotása, amely a Madonna mennybemenetelét ábrázolja San Crescentinóval és Boldog Mainardóval (1794), a színek vázlatát a közeli albani egyházmegyei múzeum őrzi. Az oltárkép alatt Vincenzo Nini tizenkilencedik századi fából készült kórusa található. Szintén figyelemre méltó a főoltár, amelyet Francesco Fontanának tulajdonított terv alapján készítettek, XI. Kelemen pápa ajándéka, polikróm márványból, Lorenzo Ottoni aranyozott bronz domborműveivel. Az oltárt a kupola összeomlása után alakították át, és San Crescentino ereklyéit őrzi benne. Az oldalfalakon két, a 18. század végi rekonstrukciós és felújítási munkálatok során nyújtott támogatásokért VI. Piusz pápának szentelt emlékmű (egy mellszoborfülke és egy emlékepigráf) látható (jobb oldalon), és XI. Kelemen (bal oldalon), mindkettőt Giuseppe Pisani készítette.
A jelenlegi díszítés a 16. század kilencedik évtizedének közepétől kezdődően készült. A dongaboltozatot arany stukkók díszítik, a teljes díszítésből elsőként készült Fabio Viviani és Marcello Sparzio 1588 és 1590 között íves, téglalap alakú motívumokkal, gyümölcsfüzérekkel, növényi és lineáris keretekkel. A stukkókeretek közé Antonio Viviani által 1595 és 1600 között készített, az Eucharisztia néhány csodáját ábrázoló kis vásznak sora került be, amelyeket az eredetileg tervezett freskók helyére készítettek, amelyekhez Federico Zuccarira is gondoltak. A vásznak egy részét ki kellett cserélni, mert a nedvesség miatt tönkrementek: a Szent Jeromos és az Angyal Giovan Battista Urbinelli alkotása 1650-ből, míg egy Aquinói Szent Tamás Giuseppe Chiari alkotása 1726-ból.
Az oldalfalakon két nagy vászon látható: a bal oldalon az Utolsó vacsora (1590–1599), Federico Barocci érettségének vitathatatlan remeke. A festőnek a másik falra is kellett volna Mannaesést szállítania, de a vállalás terhe és az elégtelennek ítélt kompenzáció miatt ezt megtagadta. A pénzhiány miatt megszűnt Federico Zuccari festménye, így a megbízást Alessandro Vitalira bízták, aki 1607-ben szállította a festményt. A nedvesség ezt a vásznat is megrongálta, így 1829-ben úgy döntöttek, hogy felváltják Giovan Battista Urbinelli Háromkirályok imádatával 17. század első fele), amelynek származása ismeretlen. A nagy oldalsó vásznak oldalain négy stukkószobor található, amelyek bibliai szereplőket (Salamon királyt, Illést, Dávidot és Melkizedeket) ábrázolnak, Marcello Sparzio 1590-ben készült alkotásait. A jelenlegi márványoltár a 18. század elején épült, Alessandro Specchi terve alapján

#### A fogantatás kápolnája
A presbitériumtól jobbra, az Oltáriszentség ikertestvére a kápolna a városi közösség védnöksége alatt áll, és Giovanni de Pili minorita prédikátor kezdeményezésére épült ugyancsak a 16. század elején. A kápolnát azonban csak a 17. század közepén kezdték díszíteni, Ascanio Maffei püspök kezdeményezésére és Tranquillo Vincenzi tervei alapján. A boltozat ugyanolyan aranyozott stukkó díszítéssel rendelkezik, mint a másik, és az 1950-es években Alessio Pellegrini készítette, aki azonban befejezetlenül hagyta, annak ellenére, hogy a San Zaccaria, Jesse, San Giuseppe és Abramót ábrázoló szobrokat is készítette. A mennyezetet 1660-ban Giovan Battista Urbinell i festményei díszítették Szűzanya koronázásával, mellette a Hirdető angyal és a Szűzanya, amelyhez négy Szibilla és öt epizód került a Szűzanya életéből, 1678-ban elkészült a mű Gian Ortensio Bertuzzi és Alfonso Patanazzi közreműködésével. A stukkómunkát a francia Luigi Georges fejezte be, aki elkészítette a szobrok alatti mappákat, az oltár melletti virágzuhatagokat és az 1665-ös táblát, amely a Szűzanya közbenjárására emlékezik az 1630-as pestisjárványban. Ebből az alkalomból az apszisba egy Madonnát és gyermeket ábrázoló freskót helyeztek el, amely a 14. század végéről vagy a 15. század elejéről származik, Bellpuig koronázómesterének tulajdonítva, és az előző, középkori katedrálisból származik, mert csodálatosnak tartották. Az oltár alatt egy tizennyolcadik századi alkotás, amely Alessandro Specchinek tulajdonított terv alapján készült, s Boldog Mainardo ereklyéit őrzik. Az oldalfalakon két Rómából küldött nagy vászon és Kelemen pápa látható.

## Fordítás
- Ez a szócikk részben vagy egészben  a   Duomo di Urbino című olasz Wikipédia-szócikk ezen változatának fordításán alapul.  Az eredeti cikk szerkesztőit annak laptörténete sorolja fel. Ez a jelzés csupán a megfogalmazás eredetét és a szerzői jogokat jelzi, nem szolgál a cikkben szereplő információk forrásmegjelöléseként.

## Bibliográfia
- La cattedrale su BeWeB - Beni ecclesiastici in web
- La cattedrale nel catalogo on-line dei beni culturali delle Marche
- La cattedrale sul portale turistico della Regione Marche